# Kabinet-Haniya II
Het tweede kabinet van de Palestijnse Autoriteit dat onder leiding stond van Ismail Haniya, werd op 17 maart 2007 goedgekeurd door het Palestijnse parlement goedgekeurd, en kort daarna ook beëdigd door president Mahmoud Abbas. Het is een regering van nationale eenheid met daarin de partijen Hamas, Fatah, Derde Weg, Volksfront voor de Bevrijding van Palestina en enkele onafhankelijken, bestaande uit 25 ministers. Het is gevormd na de crisis tussen Fatah en Hamas, sinds de parlementsverkiezingen van 2006, waar Hamas de grote overwinnaar werd.

## Lijst van ministers
| Portefeuille             | Ministerie         | Politieke partij                            |
| ------------------------ | ------------------ | ------------------------------------------- |
| Ismail Haniya            | Minister-president | Hamas                                       |
| Ziad Abu-Amr             | Buitenlandse Zaken | Onafhankelijk                               |
| Azzam Al-Ahmad           | Vicepremier        | Fatah                                       |
| Salam Fayyad             | Financiën          | Derde Weg                                   |
| Hani Al-Qawasmeh         | Binnenlandse zaken | Onafhankelijk                               |
| Radwane Al-Akhras        | Volksgezondheid    | Fatah                                       |
| Ziad Al-Zhazha           | Economische Zaken  | Hamas                                       |
| Saleh Zeidane            | Sociale Zaken      | Volksfront voor de Bevrijding van Palestina |
| Tayssir Abou Sneineh     | Gevangenenzaken    | Fatah                                       |
| Nasseredine Al-Chaër     | Onderwijs          | Hamas                                       |
| Moustafa Barghouti       | Informatie         | Onafhankelijk                               |
| Mariam Saleh             | Vrouwenzaken       | Hamas                                       |
| Ali Al-Sartawi           | Justitie           | Hamas                                       |
| Youssef Al-Mansi         | Communicatie       | Hamas                                       |
| Samih Chbeib             | Openbare Werken    | Fatah                                       |
| Khouloud Hdeib Douaibess | Toerisme           | Onafhankelijk                               |
| Bassam Al-Salhi          | Cultuur            | Palestijnse Volkspartij                     |
| Saadi Al-Krounz          | Transport          | Fatah                                       |
| Ismaïl Chandi            | Religieuze Zaken   | Hamas                                       |
| Samir Abou Eisheh        | Planning           | Hamas                                       |
| Mohammad Al-Agha         | Landbouw           | Hamas                                       |
| Mohammad Al-Barghouthi   | Locale Groepen     | Hamas                                       |
| Mahmoud Al-Aloul         | Arbeid             | Fatah                                       |
| Bassem Naïm              | Sport en Jeugd     | Hamas                                       |
| Wasfi Qabha              | Minister van Staat | Hamas                                       |

## Conflicten
In juni 2007 werd de Gazastrook volledig veroverd door militanten van Hamas. Op 14 juni riep president Abbas de noodtoestand uit, en stuurde de regering naar huis. Abbas wil een noodkabinet vormen. Ook liet hij weten dat er vervroegde verkiezingen komen, "zo snel als de situatie het toelaat." De minister-president wordt tevens van zijn functie ontheven. Hamas noemde de decreten van Abbas "praktisch waardeloos". Het besluit bewijst dat de president en zijn Fatah-beweging de problemen niet willen oplossen, aldus een woordvoerder in een eerste reactie.